# Smal stilettorm
Smal stilettorm (Atractaspis aterrima), är en ormart inom familjen stilettormar som tillhör släktet jordhuggormar.

## Kännetecken
Ormen är giftig, och ska inte hållas bakom huvudet, då alla jordhuggormar har speciella utfällbara främre huggtänder som de kan hugga med om man håller dem bakom huvudet. Det har hänt att den huggit forskare som hållit den på detta sätt. Dessutom kan en orm skadas när man tar den bakom huvudet.
Ormen blir vanligen runt 45 centimeter lång, som högst omkring 80 centimeter. Kroppen är slank och smal och ormen har en kort och väldigt spetsig svans och slutar tvärt med en tagg. Denna tagg är ofarlig. Huvudet är litet och kort, nosen är bred och platt och ögonen är små med runda pupiller. Fjällen är släta och glansiga. Färgen är helt och hållet djupt svart.

## Utbredning
Arten lever i Guinea, Guinea-Bissau, Elfenbenskusten, Ghana, norra Kongo-Kinshasa, Rwanda, Burundi, Uganda, Tanzania, Mali, Centralafrikanska republiken, Kamerun, Gambia, Senegal, Burkina Faso och Nigeria.

## Levnadssätt
Denna art lever ända upp till 2000 meters höjd i mycket olika miljöer från regnskogar till skogsland och på torra eller fuktiga savanner över västra Afrika till nordvästra Uganda. Förväxlas lätt med västlig purpurglanssnok. Ormen är en grävande orm. Den är nattaktiv och syns nästan bara nattetid i sökandet efter byten, ofta efter kraftig nederbörd. Den hugger sitt byte med sina utfällbara huggtänder, som sticker ut på sidan av munnen när den ska hugga och som sedan huggs i sidled eller bakåt i bytet. Födan består av marklevande reptiler, gnagare och groddjur.
Ormen försöker enbart bitas om man vidrör den eller råkar gå på den. Om ormen inte har någonstans att ta väggen när den känner sig hotad böjer den huvudet i ett U med huvudet pekandes ner i marken och försöker gräva.